# Oštropelutka
Oštropelutka (godijerka, mrežolist; lat. Goodyera), rod trajnica iz porodice kaćunovki (podtribus Physurinae), rasprostranjen prvenstveno po Euroaziji i Sjevernoj Americi i nešto u Africi,
Na popisu je 93 vrste, od toga samo jedna u Hrvatskoj, puzava oštropelutka, G. repens. 

## Vrste
1. Goodyera afzelii Schltr.
2. Goodyera alveolata Pradhan
3. Goodyera amoena Schltr.
4. Goodyera angustifolia Schltr.
5. Goodyera araneosa H.Z.Tian, Xiao X.Zhou & S.Zhou
6. Goodyera beccarii Schltr.
7. Goodyera bifida (Blume) Blume
8. Goodyera biflora (Lindl.) Hook.f.
9. Goodyera bomiensis K.Y.Lang
10. Goodyera boninensis Nakai
11. Goodyera brachyceras (A.Rich. & Galeotti) Garay & G.A.Romero
12. Goodyera brachystegia Hand.-Mazz.
13. Goodyera bradeorum Schltr.
14. Goodyera clausa (A.A.Eaton ex Ames) Schltr.
15. Goodyera colorata (Blume) Blume
16. Goodyera condensata Ormerod & J.J.Wood
17. Goodyera cordata (Lindl.) G.Nicholson
18. Goodyera crassifolia H.J.Suh, S.W.Seo, S.H.Oh & T.Yukawa
19. Goodyera crocodiliceps Ormerod
20. Goodyera cyclopensis Ormerod
21. Goodyera daibuzanensis Yamam.
22. Goodyera denticulata J.J.Sm.
23. Goodyera elmeri (Ames) Ames
24. Goodyera erosa (Ames & C.Schweinf.) Ames, F.T.Hubb. & C.Schweinf.
25. Goodyera erythrodoides Schltr.
26. Goodyera fimbrilabia Ormerod
27. Goodyera foliosa (Lindl.) Benth. ex Hook.f.
28. Goodyera fumata Thwaites
29. Goodyera fusca (Lindl.) Hook.f.
30. Goodyera gemmata J.J.Sm.
31. Goodyera gibbsiae J.J.Sm.
32. Goodyera hachijoensis Yatabe
33. Goodyera hemsleyana King & Pantl.
34. Goodyera henryi Rolfe
35. Goodyera hispaniolae Dod
36. Goodyera hispida Lindl.
37. Goodyera humicola (Schltr.) Schltr.
38. Goodyera inmeghema Ormerod
39. Goodyera kwangtungensis C.L.Tso
40. Goodyera lamprotaenia Schltr.
41. Goodyera lanceolata Ridl.
42. Goodyera longirostrata Hayata
43. Goodyera luzonensis Ames
44. Goodyera macrophylla Lowe
45. Goodyera maculata T.P.Lin
46. Goodyera major Ames & Correll
47. Goodyera makuensis Ormerod
48. Goodyera malipoensis Q.X.Guan & S.P.Chen
49. Goodyera marginata Lindl.
50. Goodyera maurevertii Blume
51. Goodyera modesta Schltr.
52. Goodyera myanmarica Ormerod & C.S.Kumar
53. Goodyera nankoensis Fukuy.
54. Goodyera nanshanensis Xi L.Wang & X.H.Jin
55. Goodyera nantoensis Hayata
56. Goodyera novembrilis (Rchb.f.) Ormerod
57. Goodyera oblongifolia Raf.
58. Goodyera pendula Maxim.
59. Goodyera perrieri (Schltr.) Schltr.
60. Goodyera polyphylla Ormerod
61. Goodyera procera (Ker Gawl.) Hook.
62. Goodyera pubescens (Willd.) R.Br.
63. Goodyera purpusii Ormerod
64. Goodyera pusilla Blume
65. Goodyera ramosii Ames
66. Goodyera recurva Lindl.
67. Goodyera repens (L.) R.Br.
68. Goodyera reticulata (Blume) Blume
69. Goodyera rhombodoides Aver.
70. Goodyera robusta Hook.f.
71. Goodyera rostellata Ames & C.Schweinf.
72. Goodyera rostrata Ridl.
73. Goodyera rubicunda (Blume) Lindl.
74. Goodyera ruttenii J.J.Sm.
75. Goodyera schlechtendaliana Rchb.f.
76. Goodyera sechellarum (S.Moore) Ormerod
77. Goodyera serpens Schltr.
78. Goodyera similis Blume
79. Goodyera stelidifera Ormerod
80. Goodyera stenopetala Schltr.
81. Goodyera striata Rchb.f.
82. Goodyera sumbawana Ormerod
83. Goodyera tesselata G.Lodd.
84. Goodyera thailandica Seidenf.
85. Goodyera turialbae Schltr.
86. Goodyera umbrosa (D.L.Jones & M.A.Clem.) J.M.H.Shaw
87. Goodyera venusta Schltr.
88. Goodyera viridiflora (Blume) Blume
89. Goodyera vittata (Lindl.) Benth. ex Hook.f.
90. Goodyera wuana Tang & F.T.Wang
91. Goodyera yamiana Fukuy.
92. Goodyera yunnanensis Schltr.
93. Goodyera zacuapanensis Ormerod
94. Goodyera ×maximovelutina N.S.Lee & J.H.So
95. Goodyera ×tamnaensis N.S.Lee, K.S.Lee, S.H.Yeau & C.S.Lee
96. Goodyera ×tanakae Suetsugu